# Fuck You All!!!! Caput tuum in ano est
Fuck You All!!!! Caput tuum in ano est är det norska black metal-bandet Carpathian Forests femte fullängdsalbum, som gavs ut 2006 av skivbolaget Season of Mist.

## Låtlista
1. "Vi åpner porten til Helvete..." – 6:36
2. "The Frostbitten Woodlands of Norway" – 4:58
3. "Start up the Incinerator (Here Comes Another Useless Fool)" – 5:12
4. "Submit to Satan!!!" – 4:07
5. "Diabolism (The Seed and the Sower)" – 4:14
6. "Dypfryst / Dette er mitt Helvete" – 4:04
7. "Everyday I Must Suffer!" – 4:17
8. "The First Cut Is the Deepest" – 4:45
9. "Evil Egocentrical Existencialism" – 3:47
10. "Shut Up, There is No Excuse to Live..." – 4:14

- Text: Nattefrost
- Musik: Nattefrost (spår 1, 4, 8), Tchort (spår 2, 3, 5, 7, 9), Bloodpervertor (spår 6, 10)

## Medverkande
Musiker (Carpathian Forest-medlemmar)
- Nattefrost (Roger Rasmussen) – sång, gitarr, sampling
- Tchort (Terje Vik Schei) – gitarr
- Vrangsinn (Daniel Vrangsinn Salte) – basgitarr, sampling
- Kobro (Anders Kobro) – trummor
- Bloodpervertor (Gøran Bomann) – gitarr

Bidragande musiker
- Jan Tore Narvarsete – bakgrundssång
- Tom C. Miriam – bakgrundssång
- Nordavind (Johnny Krøvel) – sång (spår 7)

Produktion
- Nattefrost – ljudtekniker, omslagsdesign, omslagskonst, grafik, foto
- Vrangsinn – producent, ljudtekniker
- Valle Adžić – ljudmix
- Ms. S. Angelcunt – foto

### Fotnoter
1. ↑  Fuck You All !!!! Caput tuum in ano est på discogs.com